# Zoila María Castro
Zoila María Castro (Ecuador, 1907-2001) fue escritora ecuatoriana. 

## Biografía
Fue una mujer ecuatoriana que, junto a Mary Corylé, Eugenia Viteri y Carmen Acevedo Vega, representa como una de las figuras femeninas más importantes dentro de la narrativa ecuatoriana entre los años de 1948 a 1960. Su obra más importante se titula Urbe, la cual es una expresión del realismo social a través de una tesitura narrativa, cuya temática se centra alrededor de la vida de los inmigrantes ecuatorianos en Estados Unidos.

## Obras
Entre sus obras es importante destacar:
- En el norte está el dorado
- Verónica, historia de amor
- Urbe (1949)
- La secretaria eficiente [2]